# Голе-Лази
Голе-Лази (пол. Gołe Łazy) — село в Польщі, у гміні Кшивда Луківського повіту Люблінського воєводства.
Населення — 222 особи (2011).
У 1975-1998 роках село належало до Седлецького воєводства.

## Демографія
Демографічна структура станом на 31 березня 2011 року:
|          | Загалом | Допрацездатний вік | Працездатний вік | Постпрацездатний вік |
| -------- | ------- | ------------------ | ---------------- | -------------------- |
| Чоловіки | 102     | 20                 | 63               | 19                   |
| Жінки    | 120     | 25                 | 60               | 35                   |
| Разом    | 222     | 45                 | 123              | 54                   |